# Burg Poissy
Die Burg Poissy (französisch château de Poissy) ist eine abgegangene Burg in der Gemeinde Poissy westlich von Paris bereits zur Zeit der Karolinger. Sie hatte sich aus einem Jagdhaus aus der Zeit der Merowinger entwickelt. Konstanze von der Provence, die dritte Ehefrau des Königs Robert II., war es dann vermutlich, die den Auftrag gab, neben den alten Bauten eine neue Burg zu errichten, sodass es dort anschließend zwei königliche Residenzen gab.
König Philipp II. gab die Burg im Jahr 1200 als Apanage seinem Sohn Ludwig anlässlich seiner Hochzeit mit Blanka von Kastilien. Im Jahr darauf starb hier Agnes-Maria von Andechs-Meranien, die dritte Ehefrau Philipps II.
Vermutlich wurde hier im Jahr 1214 der spätere König Ludwig der Heilige geboren. Mit Sicherheit wurde er in der benachbarten Kirche Notre-Dame de Poissy getauft. 1245 kam hier der spätere König Philipp III. zur Welt.
Die Heiligsprechung Ludwigs 1297 führte zur Gründung der Priorei Saint-Louis de Poissy, für deren Bau ab 1303 die Burg Poissy weitgehend abgerissen wurde. Ein Brand, den Edward of Woodstock, der Schwarze Prinz, Sohn des englischen Königs Eduard III. im Jahr 1346 legen ließ, führte dann dazu, dass König Karl V. 1369 die letzten Reste der Burg entfernen ließ.